# Winterstein (Waltershausen)
Winterstein ist ein Ortsteil der Stadt Waltershausen im Landkreis Gotha in Thüringen.

## Geografie
Naturräumlich liegt das Dorf Winterstein wie seine gesamte südliche Gemarkung im hier vollständig bewaldeten Thüringer Gebirge, der nördliche Zipfel liegt in den Waltershäuser Vorbergen, nur hier gibt es Grünland und Acker.
Entwässert wird die Gemarkung durch zahlreiche Bäche, die sämtlich der Emse zufließen, einem linken südlichen Nebenfluss der Hörsel. An der Emse, kurz vor Schwarzhausen liegt auch der tiefste Punkt Wintersteins (335 m ü. NHN).
Die Gemarkung erstreckt sich bis zum Kamm des Thüringer Waldes mit dem Rennsteig, dort stößt sie am Dreiherrenstein am Großen Weißenberg an den Wartburgkreis und an Schmalkalden-Meiningen.

### Berge
- Drehberg (754,3 m ü. NN),
- Großer Weißenberg (746,7 m ü. NN),
- Kleiner Weißenberg (724,5 m ü. NN),
- Kleiner Inselsberg (705,6 m ü. NN),
- Hübelskopf (694,6 m ü. NN),
- Breitenberg (634,1 m ü. NN),
- Thielberg (565,3 m ü. NN),
- Reitzenberg (481,8 m ü. NN).

### Verkehr
Winterstein liegt an der Landesstraße 1027, die von der Anschlussstelle Waltershausen der Bundesautobahn 4 nach Bad Liebenstein und Barchfeld mit Anschluss an die Bundesstraßen 19 und 62 führt.

## Geschichte
Winterstein wurde erstmals 1246 urkundlich erwähnt. Der Ort befand sich teilweise im Besitz der Herren von Wangenheim, die dort 1307 die Wasserburg Winterstein errichteten. Der andere Anteil des Orts gehörte zum landesherrschaftlichen Amt Tenneberg. Eine zweite Burganlage – der Sommerstein – ist heute noch am südlichen Ortsrand als Bodendenkmal nachweisbar. Diese Anlage lag am Beginn einer Altstraße, die zur Grenzwiese am Kleinen Inselsberg führte und von da in das Werratal um Schmalkalden und Breitungen führte.
1554 gab es 17 Häuser, 1615 waren es 80.
Im Dreißigjährigen Krieg wurden Burg und Dorf in Mitleidenschaft gezogen, viele Einwohner starben außerdem in jener Zeit an der Pest. Der Ort war von jeher von der Forstwirtschaft geprägt. Bis ins 18. Jahrhundert wurde außerdem Kupferbergbau betrieben, danach auch Leinenweberei und Korbmacherei (Wintersteiner Tragkörbe). Durch die Industrialisierung erfuhren die Handwerke in Winterstein einen Niedergang und im Ort herrschte zeitweise große Armut. Geringe Verdienstmöglichkeiten bestanden in der Knopfherstellung und durch das Sammeln von Beeren. Erst die sich entwickelnde Kleinindustrie und der ab 1886 einsetzende Urlauberverkehr führten zu einer Besserung der Lebensbedingungen im Ort. 1996 wurde Winterstein durch Zusammenschluss mit drei umliegenden Gemeinden Ortsteil der Einheitsgemeinde Emsetal. Seit dem 31. Dezember 2013 gehört der Ort der Stadt Waltershausen an, weil die Einheitsgemeinde Emsetal in die Stadt eingemeindet wurde.

## Religion

### Evangelische St.-Johannis-Kirche

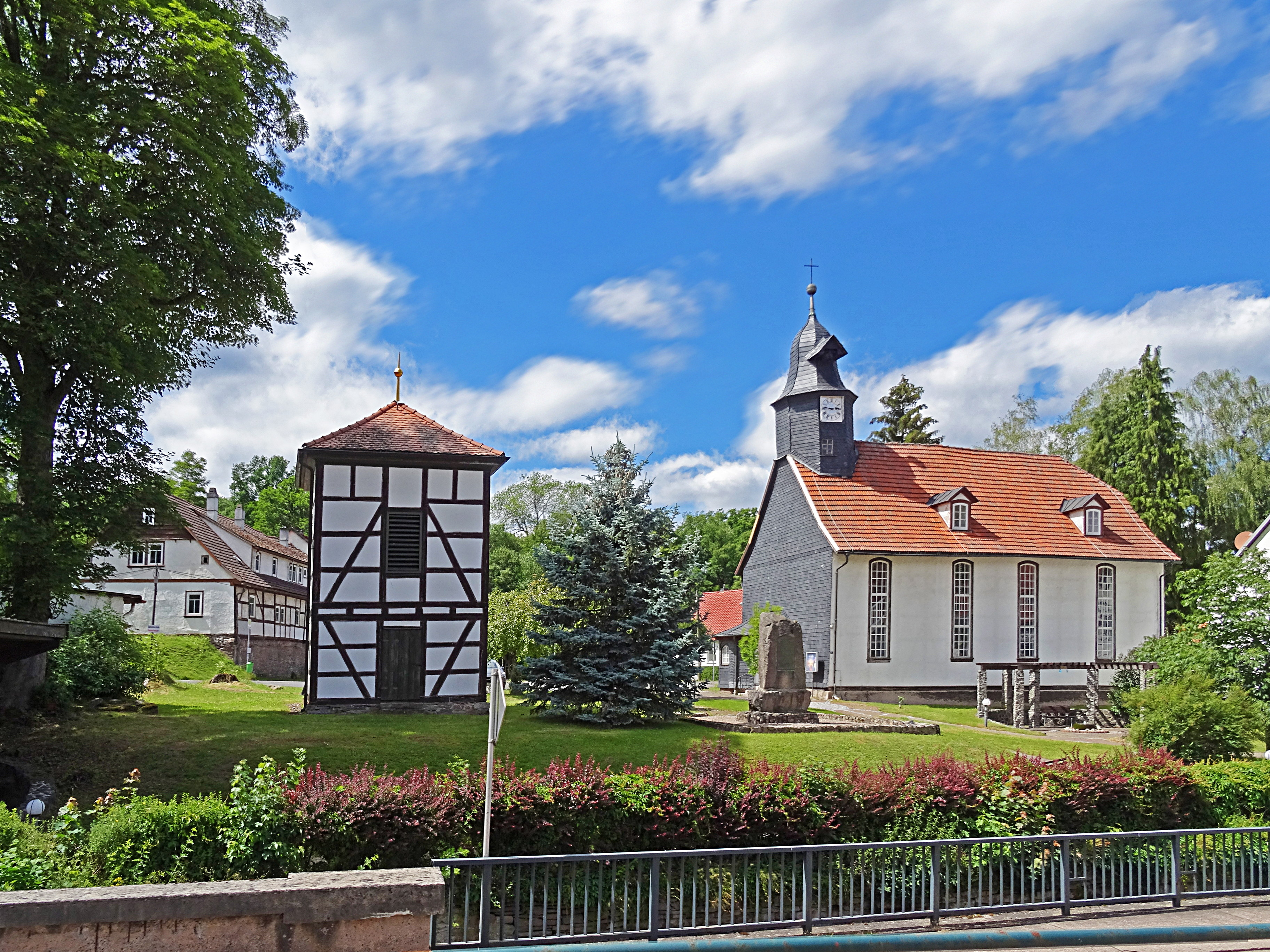
Ev. Kirche St. Johannes

Die Freiherren von Winterstein als Patronatsherren des Ortes wagten bereits 1530 den Übertritt zum Evangelischen Glauben. Eine zuvor am Ortsrand in Richtung Schmerbach vorhandene Kapelle ist nicht mehr nachweisbar. Erst 1703 stimmte Bernhard von Wangenheim dem Bau einer Dorfkirche zu. Zunächst entstand das Gotteshaus, es wurde am Johannistag, dem 24. Juni 1704, als St.-Johannis-Kirche geweiht, zeitgleich wurde auch der Neue Friedhof angelegt. Schon um 1850 war dieses Gebäude durch bauliche Mängel (verursacht wohl durch Schwammbefall) schwer beschädigt und wurde 1855 durch das heutige Gebäude ersetzt. Die Kirche trägt ein rotes, ziegelgedecktes Krüppelwalmdach mit einem verhältnismäßig großen, achtseitigen und verschieferten Dachreiter mit Turmkugel und aufgesetztem Kreuz. An der Kuppel ist eine Außenglocke angebracht. Der Eingang zur Kirche erfolgt über einen außenliegenden überdachten kleinen Vorbau am verschieferten Südgiebel. Das Innere zeigt eine umlaufende Empore und ein Tonnengewölbe. Es wird durch acht hohe Fenster in den Längsseiten des Kirchenschiffes beleuchtet. Da Winterstein Stammsitz des Adelsgeschlechtes von Wangenheim-Winterstein war, ließen sich der Bauherr der Kirche, Heinrich Bernhard von Wangenheim, nebst seiner Frau und Adam Adolph von Wangenheim (1679–1744) in einer kleinen Gruft vor dem Altar der Kirche bestatten.

### Katholische St.-Joseph-Kirche

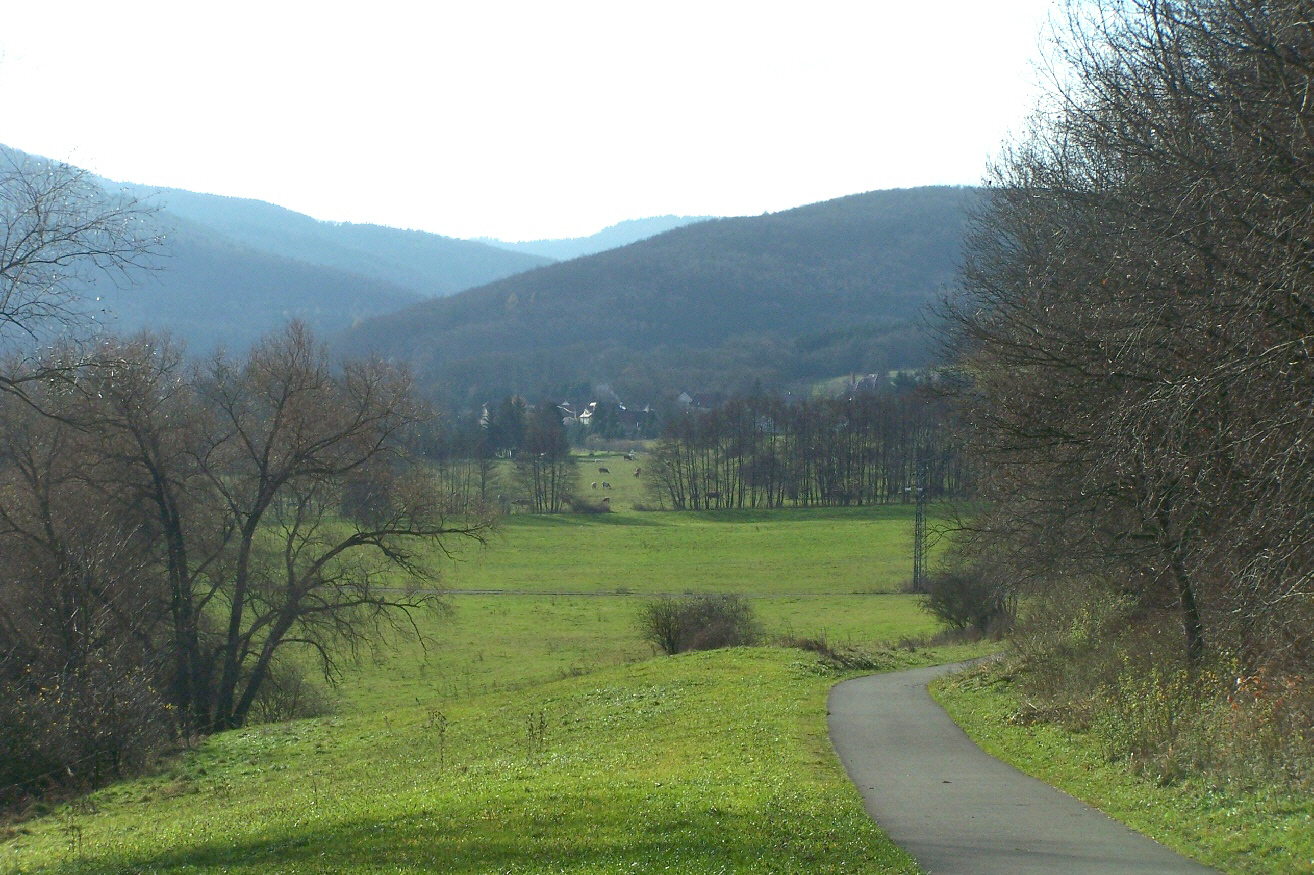
Blick von Schwarzhausen Richtung Winterstein

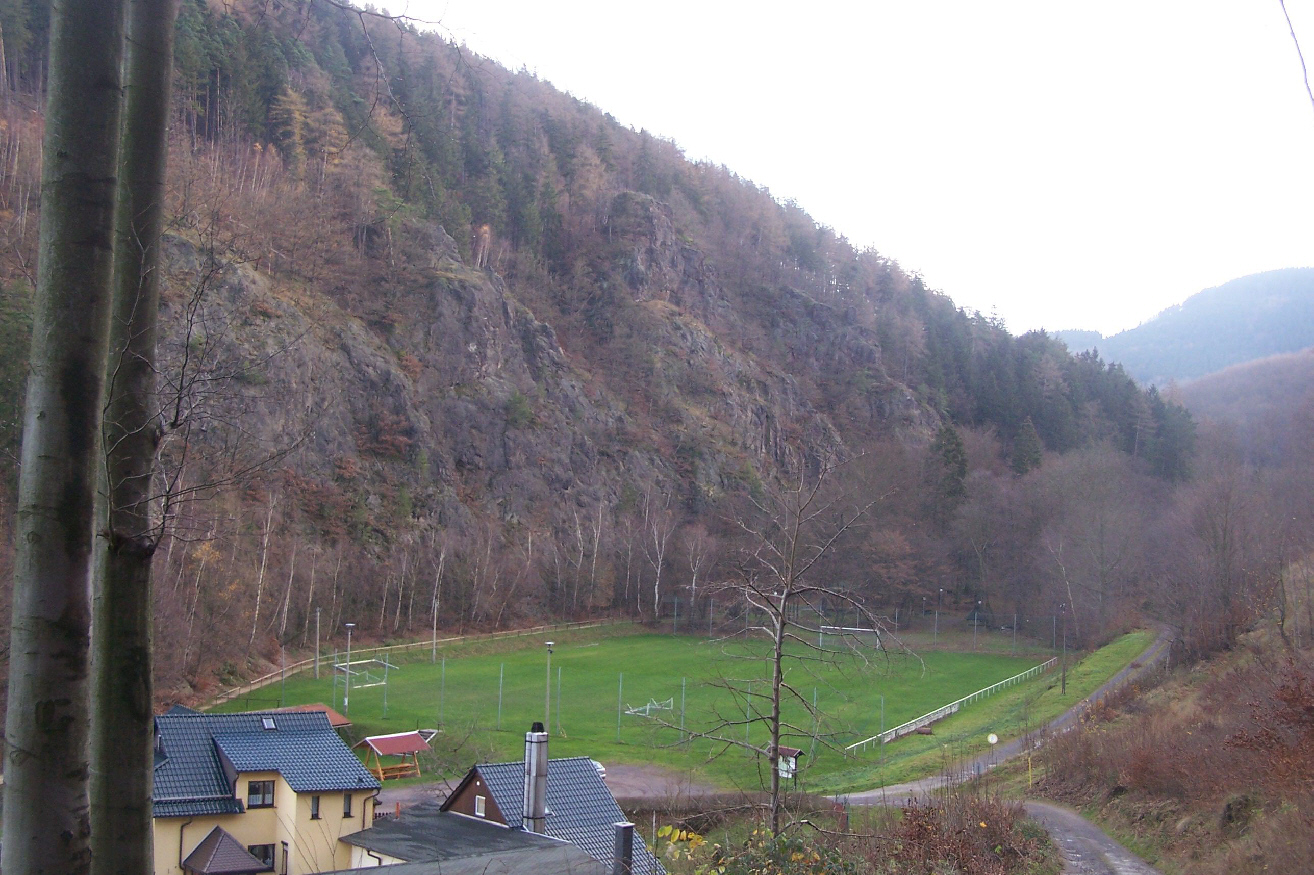
Das Sembachtal bei Winterstein

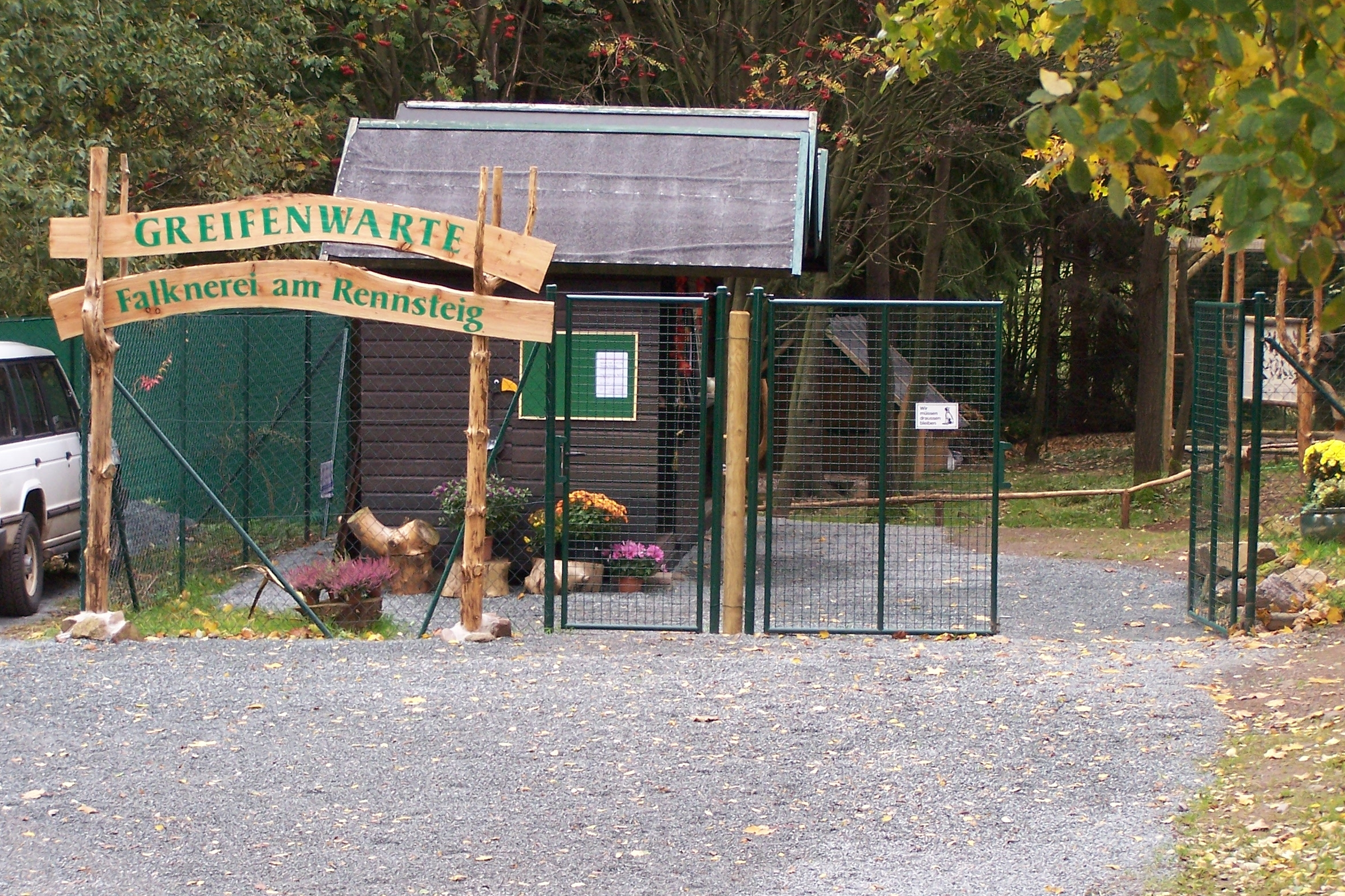
Am Zugang zur Greifenwarte am Rennsteig

In den ersten Monaten und Jahren nach dem Zweiten Weltkrieg wurden Winterstein und die Nachbarorte zur neuen Heimat von Tausenden Heimatvertriebenen aus Schlesien und dem Sudetenland. Für die katholischen Gläubigen wurde durch den katholischen Pfarrer Wilhelm Brauers zunächst der Gottesdienst in der St.-Johannes-Kirche ermöglicht. Nach weiteren Provisorien wurde dem Bau einer eigenen Kirche zugestimmt, sie wurde am 28. November 1954 durch den Erfurter Weihbischof Joseph Freusberg als St.-Joseph-Kirche geweiht. Die katholische Pfarrei umfasst die Orte Fischbach, Schmerbach, Schwarzhausen und Winterstein.

## Sehenswürdigkeiten
- Die als Ruine erhaltene Wasserburg der Herren von Wangenheim zeigt noch Reste gotischer Spitzbogenfenster. Das erhaltene Vogteigebäude ist ein Fachwerkgebäude, in dem einst die Forstverwaltung untergebracht war. Im Schlosspark befindet sich das Hundedenkmal für den „treuen Hund Stutzel von Wangenheim“,[6] der wohl Botendienste für die Herrschaft verrichtete und 1630 verstarb. Ursprünglich wurde er in einem Sarg auf dem Friedhof begraben, nach Einsprüchen und Protesten des Pfarrers und des Gothaischen Oberkonsistoriums wurde er an die heutige Stelle umgebettet.
- Der Sommerstein ist eine vermutete weitere Burgstelle bei Winterstein, deren Anlage insbesondere noch durch den Wallgraben zu erkennen ist.
- Die Kupferrose ist eine große historische Schlackenhalde an der Stelle eines früheren Hütten- und Hammerwerks.
- Seit den 1990er Jahren befindet sich bei der Ruhlaer Skihütte am Rennsteig eine Greifenwarte mit täglichen Schauvorführungen.

## Motorsport
Winterstein war Startort für das von 2005 bis 2009 jährlich ausgetragene ADAC-Rennsteig-Bergrennen. Die Motorsport-Rennstrecke mit 4.100 m Streckenlänge, von Winterstein auf der L 1027 in Richtung Bad Liebenstein bis zum Rennsteig hinauf, lag genau auf der gegenüberliegenden Bergseite des legendären Glasbachrennen. Eine Besonderheit war die Aufteilung des Fahrerlagers: die Tourenwagen standen bis einschließlich 2008 unten im Ort; die Rennwagen oben im Zielbereich.